# Schefflera latifoliolata
Schefflera latifoliolata är en araliaväxtart som först beskrevs av George King, och fick sitt nu gällande namn av René Viguier. Schefflera latifoliolata ingår i släktet Schefflera och familjen araliaväxter. Inga underarter finns listade.